# 魔山

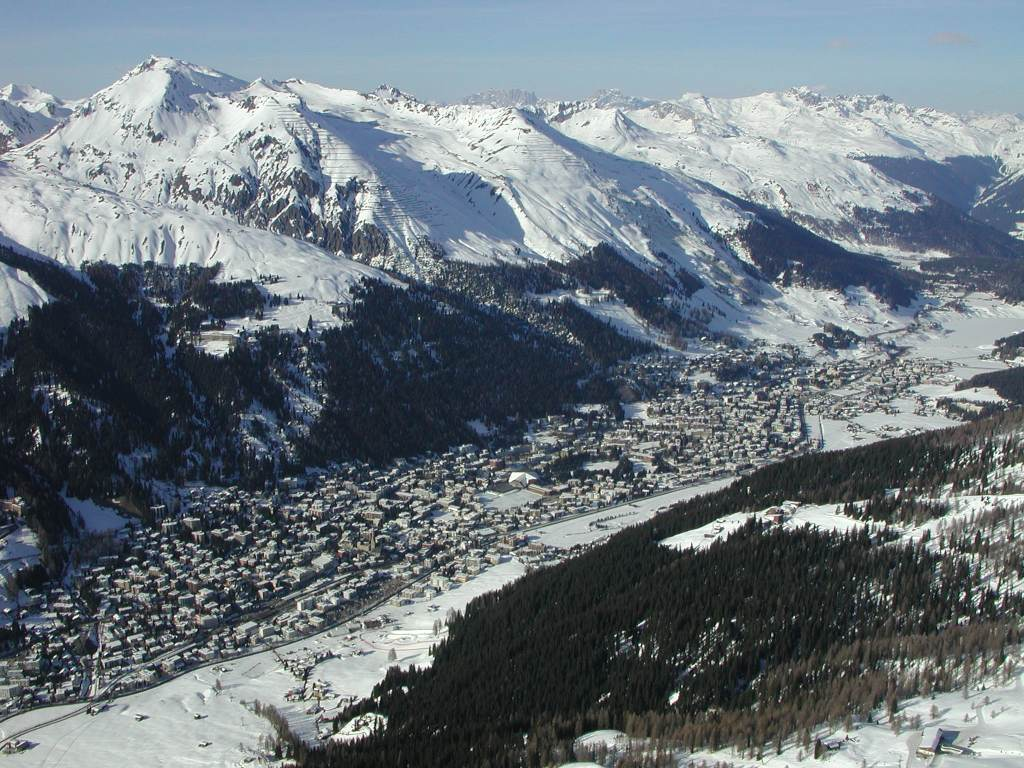
阿爾卑斯山，瑞士达沃斯

《魔山》（德語：Der Zauberberg），是托马斯·曼的小說，執筆於1912年，發表於1924年11月。以第一次世界大战发生前的十年为背景。它被认为是20世纪德国文学中最具影响力的作品之一。
它的灵感来自于1912年5月和6月托马斯·曼去达沃斯疗养院探望患有肺病的妻子。在他小说的英文译本随附的后记中，这次达沃斯之行激发了他创作第一章（“到达”）的灵感。
第一次世界大战的爆发中断了本书的创作。战争的破坏性促使作者重新审视欧洲资产阶级社会。他探索了人类造成破坏的来源，并开始重新思考个人与生存、疾病、性和死亡等问题的关系。
他的政治立场在这一时期也发生了变化，从反对魏玛共和国转为支持魏玛共和国。因此，托马斯·曼在1924年完成之前对其进行彻底的修改和补充。《魔山》最终由柏林的 S. Fischer Verlag 出版。
在小说中，年轻的准工程师汉斯·卡斯托尔普(Hans Castorp)于1914 年在高山疗养院逗留期间，遇到了擅长政治、哲学以及宗教和医学的各色人物。他迷恋上了在疗养院遇到的肖夏太太，他对她的追求反映了他在学生时期产生的感情。他在魔山前后呆了七年。

## 故事
故事开始于第一次世界大战前十年。故事的主人翁漢斯·卡斯托普（Hans Castorp）是德国汉堡商人家庭的独子。在他的父母早逝后，卡斯托普由他的祖父抚养，后来由一位名叫詹姆斯·蒂纳佩尔的舅舅抚养长大。然后他学习了造船技术。23岁时，他的亲戚希望他在他的家乡汉堡找到一份造船的工作。在开始工作之前，他來到瑞士阿爾卑斯山的達沃斯山莊一間名為Berghof的肺結核国际療養院，探訪住在療養院的表兄約阿希姆（Joachim）。
在预定的三周结束时，卡斯托普离开疗养院的时间因他每况愈下的健康状况而一再推迟。起初它似乎是一种轻微的支气管感染以及低烧，但疗养院的主任医师兼院长Hohgrat说除了陈旧的钙化病灶外，还有新的浸润部位，X线片的结果也与此相符。贝伦斯说服卡斯托普留在疗养院，不是作为客人，而是作为病人，直到他的健康恢复。
在療養期間，他碰過各式各樣的人物，有意大利自由派人文主義者登布里尼（Settembrini）、愤世嫉俗的反動份子犹太人那夫塔（Naphta）、嗜酒如命的荷兰富商明希尔·皮佩尔科尔恩、不拘小节的俄国女人肖夏太太（Klavdiya）……其中，登布里尼自称是卡斯托普的导师，他用人文主义去引导卡斯托普，并劝诫他尽快回到山下的世界。与塞塔姆布里尼相反，支持极权主义的犹太耶稣会士那夫塔嘲笑人类的理想，赞美疾病，肯定集权主义，鼓吹上帝的降临。
汉斯·卡斯托普每日同魔山上的人打交道。卡斯拖普對嫵媚的肖夏太太產生了好感，跪在她面前，向她倾吐自己的愛意，可是她不久就下山离他而去。他的表哥約阿希姆不久也下山服兵役，可是他的疾病迅速恶化，回到魔山的四个月后死于喉结核。卡斯托普参加了疗养院组织的招魂会，見到了表哥的亡魂。当肖夏太太再度回到疗养院時，已跟富商皮佩尔科尔恩結為連理。後來那夫塔在与登布里尼決鬥時自己向自己开枪身亡，卡斯拖普感到了孤單。
七年之後，卡斯托普病好了，下了魔山。在所谓的“愛國精神”的感召下，參加了第一次世界大戰，并死在了战场上。

## 評價
1912年5月至6月，托马斯·曼的妻子卡塔林娜因肺部染疾，在瑞士达沃斯肺病疗养院治療，托马斯·曼也陪同前往，醫生發現托马斯·曼的肺部也有斑點，力勸托马斯·曼留院觀察，但是被托马斯·曼所拒絕。魔山原本只是一篇中篇小說，想不到一寫下來竟是一部近七十五萬字的長篇巨著，湯瑪斯·曼試著通过对话、象征、幻想、梦境、辩论、独白、哲学讨论等方式，将西方世界精神生活的碎片组合起来。德国当代作家埃伯尔哈尔德·希尔歇尔对《魔山》作了这样的评价：“托马斯·曼的《魔山》是一部批判现实主义小说，它同时具有三重象征内容：首先，我们在《魔山》中看到后期资产阶级社会的象征。《布登勃洛克一家》的资产阶级腐朽没落问题，不但在这里以新的生活形态重复出现，而且场景有所扩展……在山庄疗养院的狭小天地里，我们看到了来自世界各国的各种人物，既有许多德国人和俄国人，又有斯堪的纳维亚人和其他欧洲人，他们优哉游哉，无所事事，在作者心目中，这批人无疑是冈察洛夫笔下的奥勃洛莫夫。这个圈子里的人没有工作，没有职业，没有配偶，没有家庭，没有子女，没有政治的和经济的生活现实。总之，这个培养疾病的豪华大饭店里，住的全是那些不从事生产劳动的社会阶层的人。”1930年美国作家辛克莱·刘易斯评价说：“我觉得《魔山》是整个欧洲生活的精髓。”
1939年，托马斯·曼在美国普林斯顿大学专题讲演，他表示：“这部小说对我来说是一部交响乐……谁第一遍读完《魔山》，我就奉劝他再读第二遍，它那特殊的吸引力和风格，使读者在浏览第二遍时感到更大的兴趣和满足。”
但这部小说被布莱希特痛批，称之为“资产阶级庸俗情调的代表”，而他同时肯定了卡夫卡、哈谢克等作家。